# Heinrich Haehling von Lanzenauer

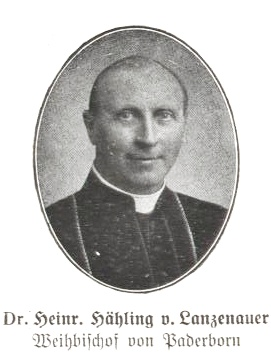
Weihbischof Heinrich Haehling von Lanzenauer

Heinrich Haehling von Lanzenauer (* 19. Februar 1861 in Koblenz; † 30. August 1925 in Paderborn) war ein Theologe und Weihbischof im Bistum Paderborn. (Er nannte sich selbst nur Heinrich von Haehling) 

## Leben
Heinrich Haehling von Lanzenauer entstammte der 1828 nobilitierten, ursprünglich österreichischen Adelsfamilie der Haehling von Lanzenauer und wurde als Sohn des Steuerrates bzw. ersten Direktors des Arnsberger Finanzamtes Heinrich Ernst Haehling von Lanzenauer (1821–1883) geboren. Haehling studierte nach dem Besuch des Gymnasiums von Arnsberg in Innsbruck und Eichstätt Philosophie und Theologie. Die Theologische Fakultät Paderborn war damals wegen des Kulturkampfes geschlossen.  Am 10. Oktober 1883 wurde er im Dom zu Paderborn zum Priester geweiht.
Zunächst war er Hausgeistlicher der Familie von Mallinckrodt in Böddeken, ab 1884 Kaplan in Etteln, 1887 Kaplan in Atteln und ab 1890 Kaplan in Horn. 1892 wurde er zum Pfarrverweser an St. Michael in Gardelegen und 1893 zum Pfarrverwalter an St. Marien in Oschersleben ernannt. Nach der Neugründung des Theologenkonvikts in Paderborn wurde er 1895 dessen Direktor. 1899 zuerst als Pfarrer in Bigge und ab 1904 als Pfarrer in Dessau tätig, wurde er am 18. Juli 1912 zum Domdechanten in Paderborn ernannt.
Papst Pius X. ernannte Heinrich Haehling von Lanzenauer am 1. August 1912 zum Titularbischof von Delcus und bestellte ihn zum Weihbischof in Paderborn. Die Bischofsweihe spendete ihm der damalige Paderborner Bischof Karl Joseph Schulte am 24. Oktober 1912. 
Als Weihbischof widmete er sich neben seinen bischöflichen Tätigkeiten vor allem karitativen und seelsorgerisch-organisatorischen Aufgaben. Haehling war Vizepräsident des Bonifatius-Vereins, Diözesandirektor des Xaverius-Vereins und ab 1922 Diözesanpräses der Elisabethvereine. 1913, beim Deutschen Katholikentag in Metz, trat er als Redner auf und ist mit einem Foto in der Festschrift verewigt.
Der Weihbischof starb überraschend an einem Schlaganfall. Beigesetzt wurde er auf dem Kapitelsfriedhof zu Paderborn.
Sein Bruder Alois Haehling von Lanzenauer (1867–1929) war ebenfalls katholischer Geistlicher und trat als Autor bzw. Publizist hervor.

## Auszeichnungen, Ehrungen
- Ehrendoktorwürde der Universität Innsbruck, 1912.
- Ehrenmitglied der katholischen Studentenverbindung KDStV Marchia Breslau im CV, 1914.[4]

## Werke
- Auf zum Kampfe für die freie konfessionelle Schule: eine Flugschrift für alle Kreise unseres Volkes. Paderborn 1922.
- Die Koedukation oder die gemeinschaftliche Erziehung der Knaben und Mädchen, besonders in der Volksschule: die richtigen Grundsätze in einer brennenden Frage. Paderborn 1924.
- Acht Predigten über die gemischten Ehen (Im Anschlusse an das jüngste Hirtenschreiben der deutschen Bischöfe). Paderborn 1923.
- Diasporaseelsorge. Ein Buch für die Seelsorger und die Freunde der Diaspora. Paderborn 1920.